# Tilshead
Tilshead – wieś w Anglii, w hrabstwie Wiltshire. Leży 21 km na północny zachód od miasta Salisbury i 131 km na zachód od Londynu.